# Hornický skanzen Žacléř
Hornický skanzen Žacléř je muzeum hornictví se skanzenem budov, historickou a geologickou expozicí. Skanzen se nachází v bývalém Dole Jan Šverma v Žacléři v okrese Trutnov, kde se dříve těžilo černé uhlí (Těžba začala roku 1570 a ukončena byla roku 1992) V současné době areál vlastní firma GEMEC – UNION a.s., která je de facto zakladatelem obecně prospěšné společnosti Důl Jan Šverma, která spravuje skanzen v Žacléři, řeší pronájem prostor či opravu areálu a budov.

## Důl Jan Šverma o.p.s.
Důl Jan Šverma o.p.s. (DJŠ) byla založena 30. prosince 2003. Hlavním posláním je:
1. zachování hornických památek v Dolnoslezské uhelné pánvi
2. provozování kulturních, kulturně-vzdělávacích a zábavních zařízení, pořádání kulturních produkcí, zábav, veletrhů, přehlídek, prodejních a obchodních akcí
3. provozování tělovýchovných a sportovních zařízení a organizování sportovních činností
4. poskytování služeb pro rodinu a domácnost
5. hornická činnost a činnost prováděná hornickým způsobem

DJŠ o.p.s. kromě skanzenu spravuje i Měděný Důl Bohumír v Jívce.

## Expozice Hornického skanzenu
Návštěvníci v rámci prohlídky navštíví štolu Jitřenku, jedná se o slednou chodbu v              7. nadložní sloji. Poté návštěvníci projdou Sociálním blokem pracovníků, tam se nachází čisté šatny, špinavé šatny (Řetízkárna), koupelny, lampovna a cáchovna. S budovou je hned spojena Šachetní budova jámy Jan,kde horníci nastupovali a vystupovali z těžní klece, ze které se prohlídka přesune na Vozíkový oběh jámy Jan a také se zamíří na samotnou těžní věž jámy Jan (52m vysoká), na níž bude výhled na Sněžku, Vraní hory a také na celý areál společně s budovami. Návštěvníci dále uvidí Strojovnu jámy Jan a také Julie, kde se nachází těžní stroje, budovu Jámy Julie a nebo si také můžou vzít kousek uhlí na památku či se vyfotit v důlní lokomotivě. Během celé prohlídky se může fotit a nebo zkoušet různé vybavení např.: rázový signál, havarijní signál a nebo si sednout do budky strojníka, který v době provozu obsluhoval těžní stroj.
Celá prohlídka vychází na cca hodinu až hodinu a půl.

## Rekonstrukce areálu
Dne 2. ledna 2017 byla obecně prospěšné společnosti Důl Jan Šverma přidělena dotace na rekonstrukci úpravny uhlí, která se nacházela ve velmi havarijním stavu. Rekonstruoval se i spojovací most z úpravny do šachetní budovy jámy Jan, či bylo provedeno restaurování zařízení v úpravně. Na zimu 2017 bylo provedeno osvětlení těžní věže Jan. V úpravně na návštěvníky čeká nově vytvořená expozice o historii technologie úpravy uhlí, ale i digitalizace a vizualizace hornického skanzenu. Došlo také k instalaci nového zabezpečovacího systému. Součástí bylo i zpřístupnění úpravny a části šachetní budovy – konkrétně vozíkového oběhu – imobilním osobám.
Projekt „Obnova památkových objektů úpravny uhlí (st. parcela č. 259 v k. ú. Lampertice), spojovacího mostu ze šachetní budovy do úpravny uhlí a osvětlení těžní věže (st. parcela č. 318 v k. ú. Lampertice) hlubinného dolu Jan“, který je registrován pod registračním číslem CZ.06.3.33/0.0/0.0/15_015/0000305, byl spolufinancován Evropskou unií. 